# 오카와 슈메이
오카와 슈메이(일본어: 大川 周明, 1886년 12월 6일 - 1957년 12월 24일)는 일본의 사상가, 국가주의자이다.
1918년 동아경제조사국·만철조사부에 들어갔으며 이태 후 1920년 다쿠쇼쿠대학 교수를 겸임했다. 1926년 〈특허식민회사제도연구〉로써 법학박사 학위를 받고 1938년 호세이대학 대륙부(전문부) 부장이 되었다.
근대 일본의 서양화에 대립하여 정신 면에서는 일본주의, 내정 면에서는 사회주의 혹은 통제경제, 외교 면에서는 아시아주의를 창도했다.
도쿄재판에서 유일하게 민간인으로서 A급전범 용의로 기소되었으나 매독에 따른 정신장애를 진단받아 소추면제되었다. 말년 쿠란 전문(全文)을 번역하는 등 이슬람 연구에 우수한 실적을 남겼다.

## 청년기
야마가타현 사카타시 출신. 선조는 대대로 '오카와 슈켄(大川周賢)'을 습명해온 의사 가계였다. 쇼나이 중학(현 야마가타현립 쓰루오카미나미 고등학교), 제5고등학교를 졸업하고 도쿄제국대학 문과대학 졸(인도철학전공). 쇼나이 중학시대에 쇼나이번의 유학자 스미다 슌지(角田俊次) 댁에 하숙했으며, 이때 한학에 대한 소양을 갖추게 되었다. 또한 《난슈 옹 유훈》(사이고 다카모리가 남긴 말을 쇼나이 사람들이 한데 묶어 펴낸 것)을 몇 번이고 거듭 읽어 메이지 정부를 비판하는 사이고의 정신을 배웠다. 제5고등학교 시대에 구리노 사건(입학시험에서 학교 당국의 부정사건)이 발생, 스스로 선두에 서서 활약했다. 대학시대에는 선현고성(先賢古聖)을 사색하는 가운데 좌절, 오뇌하여 구원을 그리스도에 구했다. 그리스도교계의 신흥종교집단 '도카이(道会)'에 가입. 다이쇼 2년(1913년) 도카이 창립자 마쓰무라 가이세키의 의뢰를 받아 역대 천황의 업적을 정리한 《열성전》의 출판을 시도해보았으나 실현되지 못했다. 머지 않아 그리스도교회의 물질을 경시하는 도덕의 허위에 분개, 사회제도의 근본적 개조가 필요함을 깨닫고 "마르크스를 우러러 자신의 스승으로 삼았다". 에머슨, 단테, 헤겔 등등 서양 고전철학을 편력하다 인도 철학으로 회귀, 몰두하였다.
영어, 프랑스어, 독일어, 산스크리트 각 언어에 정통하였으며 아랍어는 쿠란을 전문 번역할 정도로 거의 정통하였으며 이외에 중국어, 그리스어, 라틴어어에도 몰두하였다.

## 사상가
대학 졸업 후 인도의 독립운동을 지원했으며 라쉬 비하리 보스나 헤람바 구푸타를 잠깐 자택에 숨겨주는 등 인도독립운동에 관여하며 《인도에 있어 국민적 운동의 현상 및 그 유래》(1916년)를 집필했다. 일본이 일영동맹을 중시하여 영국 측에 선 것을 비판하며 인도의 현상을 일본인에 전달하는 데 진력하였다.
1918년(다이쇼 7년)에 남만주철도에 입사한다. 이것은 초대만철총재 고토 신페이에게 식민지 인도에 관한 연구논문이 고평가된 데에 연유한다. 그 후 만철동아경제조사국의 편집과장을 지냈다.
또한 이슬람교에 관심을 표하는 등 아시아주의의 입장에 서서 연구와 인적교류, 인재육성에 힘썼다. 아울러 아시아 각 지역의 독립운동과 구미 열강의 동향에 관하여 《부흥아세아의 제문제》에서 구미로부터의 아시아의 해방과 더불어 일본개조를 호소한다던가 압둘아지즈 알사우드, 무스타파 케말 아타튀르크, 레자 샤 팔라비 등의 평전집인 《아세아건설자》(1941년)를 집필했다. 루돌프 슈타이너의 사회삼층화론을 일본에 소개하기도 하였다('삼중국가론'으로서 번역). 학생 시대에 참모본부에서 독일어를 번역했으며 우가키 가즈시게, 아라키 사다오, 스기야마 겐, 다테카와 요시쓰구, 도조 히데키, 나가타 데쓰잔, 오카무라 야스지 등과는 지기 사이였다.
한편 일본정신부흥을 외쳐 사토 노부히로, 미나모토노 요리토모, 우에스기 겐신, 요코이 쇼난 등의 평전을 그러모아 《일본정신연구》(1939년)를 집필했다. 일본사를 개관하는 책으로서 《일본 이천육백년사》(1939년)를 쓰기도 했다. 동서는 큰 베스트셀러가 되었으나 당시 적도(賊徒)로 간주되던 호조 요시토키, 호조 야스토키, 아시카가 다카우지·다다요시 형제를 칭찬하는 따위 내용이 있었던 탓에 비판을 받아 부득이하게 손을 보게 되었다.

## 정치·군사에의 관여
다이쇼·쇼와기에 기타 잇키, 미쓰카와 가메타로 등과 친교가 있었으며 특히 기타 잇키와는 상하이에서 2일간 이야기를 나눈 끝에 기타로부터 그가 계획하고 있던 〈일본개조〉의 원고를 기탁받기도 했다. 그 무렵 기타는 "자네도 목숨을 위협받고 있으니 말이야"라며 장치창(仕込み槍)을 선물했다는 일화가 있다.
일본에서 보통선거운동이 한창 일어나던 무렵 일본개조를 실천하는 결사 유존사나, 행지사, 신무회를 결성했다. 귀족원 의원 도쿠가와 요시치카 후작과의 교의가 깊어 도쿠가와로부터 금전적 지원을 받았다. 도쿠가와는 오카와 외에 다른 일본개조주의자들의 경제적 후원자였다. 3월 사건, 10월 사건, 혈맹단 사건 등 거의 대부분의 쇼와 유신(쿠데타)에 관여했으며 5·15 사건으로 인하여 금고 5년의 유죄판결을 받고 1936년(쇼와 11년) 6월 11일 도요타마 형무소에 수용되었다.
만주사변에 즈음하여는 주모자 중 한 명인 이타가키 세이시로와 친했으며 가사기 요시아키(笠木良明)가 결성한 대웅봉회가 류탸오후 사건이나 자치지도부 등에 관여한 만주국의 건국을 지지하며 재만방인(在満邦人, 재만 일본인)과 만주인민을 정치적 횡포로부터 건진다는 시점에서 "신국가가 성립되어 그 국가와 일본의 사이에 국방동맹 및 경제동맹이 맺어짐으로써 국가는 만주를 건짐과 함께 일본을 건지고, 동시에 지나마저도 건짐으로써 동양평화의 실현에 심대한 공헌을 이룩할 것이다"라고 주장했다(문예춘추 쇼와 7년 3월호 《만주 신국가의 건설》). 북수남진(北守南進)을 주장하고 있었으나, 그것은 어디까지나 '일중연휴(日中連携)'를 불가결한 것으로 삼고 있는 것이라 중일간의 전쟁을 바라지는 않았다.

## 전시
중일전쟁이 발발했을 때 오카와는 옥중이었다. 1937년(쇼와 12년) 10월 13일 가출소. 5·15 사건에 관여한 민간인에는 혼마 겐이치로, 도야마 히데조(도야마 미쓰루의 삼남) 등이 있었으나 이미 석방되어 있었으며, 오카와가 민간인으로서는 제일 마지막 출소자가 되었다. 출소 후 잠깐 동안 도쿄도 시나가와구 가미오사키의 자택에서 정양을 이어갔다.
제2차 세계대전에 대해서는 "최후의 순간까지 이 전쟁을 바라지 아니했고 1940년에 일본이 좀더 준비를 갖출 때까지 전쟁을 지연시키고자 노력했다"고 기술한 대로 히다 하루미치와 더불어 일영미의 전쟁을 회피하고자 개전 전야까지 분주했다. 또한 전시 대동아성의 대동아공동선언의 작성에도 관여했다.

## 전후

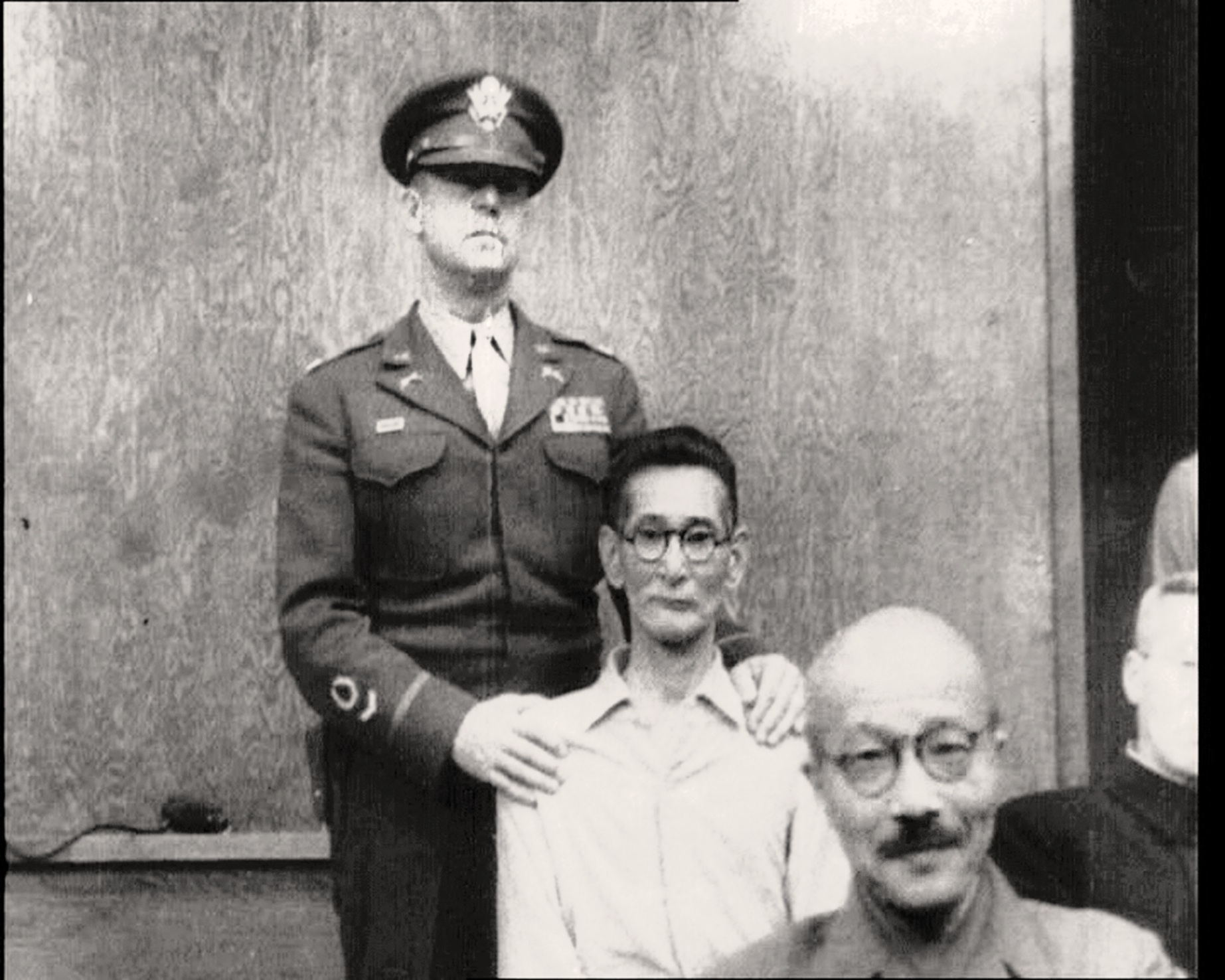
도조의 머리를 두드리고 양 어깨가 눌린 오카와와 쓴웃음짓는 도조

전후 1945년 12월 2일 연합국군 최고사령관 총사령부는 일본정부에 대하여 오카와를 체포하도록 명령(제3차 체포자 59명 중 1인), 스가모 구치소에 구류하였다. 체포자에는 군인 이외의 사람도 많이 포함되어 있었으나 결과적으로 유일하게 A급전범 용의로 기소되었다. 1946년 3월 21일 극동군사재판피고인 선정위원회에 제출된 보고서에 따르면, 소추의 이유로서 "선동적인 서적을 출판하고, 강연에서 혁명을 호소하고, 초국가주의적 우익단체를 결성", "육군이 합법적 독립국가 중국으로부터 만주를 탈취할 수 있도록 만주사변 음모를 꾀한 계획"이 거론되어 있었다.
도쿄재판에서 오카와는 하늘색 파자마를 착용하고 맨발에 나막신을 신은 채 출정했다. 개정 후 파자마를 벗기 시작하거나, 휴정 중 앞에 앉은 도조 히데키의 머리를 뒤에서 소리가 날 정도로 두드리거나, "Inder kommen Sie!(독일어로 "인도인이여 오거라"를 의미. 미국이 인디언을 수탈한 것을 주장했다는 설이 있음)", "It's a comedy!(전승국에 의한 재판에 대한 불공정을 주장했다는 설이 있음)", "I, I think(나는 생각한다 고로 나는 존재한다, 같은 일종의 철학적 사상적 주장을 펼치려고 했다는 설이 있음)" 등등 지리멸렬한 언동을 반복하여 법정 내를 웃음바다로 만들었다.
15분간의 휴정 중, 오스트레일리아의 재판장 윌리엄 웹은 오카와를 정신이상으로 판단하여 1947년 4월 9일 그를 정식으로 재판에서 제외하였다. 오카와는 도내의 미군병원에 입원되었다(이후 도대병원, 마쓰자와 병원에 전원). 주치의 우치무라 유시에게 매독에 의한 정신장해를 진단받았다.
말라리아 요법에 의한 치료를 받은 후 증상은 개선되어 본인 역시 재판을 받을 것을 주장했으나 재판소 측이 재판능력을 회복하였다 하는 미국군 병원 측을 무시하고 "재판을 받을 수 있을 정도로 회복되지 않았다"는 우치무라의 감정소견을 채택하여 재판을 다시 받지 못하고 마쓰자와 병원에 계속 입원하였다. 입원 중 전부터 염원하고 있던 쿠란 전문 번역의 완성을 보았다. 또한 도쿄재판 종료 후 머지 않아 퇴원하였다. 도쿄재판에서 기소된 피고인 가운데 재판 완료 시까지 생존하여 유죄를 받지 않은 유일한 인물이 되었다. 그즈음 공직추방되었다.
이후 가나가와현 아이코군 나카쓰촌 자택에서 지내며 "미즈호노쿠니(瑞穂の国, 생기 있게 벼이삭 여무는 나라, 일본의 미칭)"를 이룩하기 위해 농촌부흥운동에 몰두하다가, 1957년 12월 24일 사망했다. 묘명(墓銘)은 역사학자 히라이즈미 기요시의 휘호이다.